# Zephronia viridisoma
Zephronia viridisoma — вид двопарноногих багатоніжок родини Zephroniidae. Описаний у 2021 році.

## Назва
Видова назва вказує на загальний зелений колір живих особин виду.

## Поширення
Вид описаний з музейних зразків, що зібрані на півдні Таїланду. Самиця (голотип) зібрана на схилах гори Као Луанг.

## Опис
Невелика багатоніжка, завдовжки 25-28 мм. Забарвлення зелене. Один з небагатьох видів Zephronia з лише одним верхівковим шипом на ніжках.